# Confrontation (Album)
Confrontation ist ein Reggae-Album von Bob Marley & the Wailers, veröffentlicht im Mai 1983. Die meisten Lieder dieses Albums wurden zu Lebzeiten Marleys nie veröffentlicht. Seine Frau, Rita Marley, produzierte das Album, damit es veröffentlicht werden konnte. Das Lied Buffalo Soldier wurde zu einem seiner größten Hits.

## Covergestaltung
Auf dem Cover der Platte sieht man Marley als mittelalterlichen Ritter gegen einen Drachen kämpfen. Auf der Rückseite dagegen wird eine Schlacht der Italiener gegen die Äthiopier im Jahr 1895 dargestellt. Damit wird auf die gemeinsame religiöse Geschichte Jamaikas und Äthiopiens Bezug genommen.

## Titelliste
1. Chant Down Babylon – 2:35
2. Buffalo Soldier – 4:16
3. Jump Nyabinghi – 3:43
4. Mix Up, Mix Up – 5:07
5. Give Thanks & Praises – 3:15
6. Blackman Redemption – 3:33
7. Trench Town – 3:12
8. Stiff Necked Fools – 3:24
9. I Know – 3:19
10. Rastaman Live Up! – 5:23

## Kommerzieller Erfolg

### Chartplatzierungen
| ChartsChartplatzierungen       | Höchstplatzierung | Wochen |
| ------------------------------ | ----------------- | ------ |
| Deutschland (GfK)              | 31 (16 Wo.)       | 16     |
| Österreich (Ö3)                | 18 (4 Wo.)        | 4      |
| Vereinigte Staaten (Billboard) | 55 (15 Wo.)       | 15     |
| Vereinigtes Königreich (OCC)   | 5 (19 Wo.)        | 19     |

### Auszeichnungen für Musikverkäufe
| Land/Region                  | Auszeichnungen für Musikverkäufe (Land/Region, Auszeichnung, Verkäufe) | Verkäufe |
| ---------------------------- | ---------------------------------------------------------------------- | -------- |
| Frankreich (SNEP)            | Gold                                                                   | 100.000  |
| Neuseeland (RMNZ)            | 2× Platin                                                              | 40.000   |
| Vereinigte Staaten (RIAA)    | Gold                                                                   | 500.000  |
| Vereinigtes Königreich (BPI) | Silber                                                                 | 60.000   |
| Insgesamt                    | 1× Silber · 2× Gold · 2× Platin ·                                      | 700.000  |

Hauptartikel: Bob Marley/Auszeichnungen für Musikverkäufe